# Замок Фушімі
Замок Фушімі (яп. 伏見城, ふしみじょう, Фушімі-дзьо) — японський замок, розташований у районі Фушімі міста Кіото, Японія. Інша назва — замок Момояма.
Збудований протягом 1592—1594 років на горі Сіґецу як резиденція літнього Тойотомі Хідейосі. 1596 року зруйнований землетрусом, але невдовзі відреставрований на горі Кіхата. Був одним із чудес тогочасної Японії. Мав золоту чайню для проведення чайної церемонії, приміщення для вистав театру но тощо.
Після смерті Хідейосі використовувався як опорний пункт Токуґави Ієясу у столичному регіоні Кінай. 1600 року, напередодні битви при Секіґахара, здобутий військами Ісіди Міцунарі, але після поразки останнього повернувся до роду Токуґава.
1625 року зруйнований за наказом сьоґунату Токуґава. Частина будівель була перенесена до столичного замку Нідзьо та монастиря Дайтокудзі.
Головна башта замку була відреставрована після Другої світової війни, у 1964 році.